# Wohn- und Wirtschaftsgebäude Nienburger Straße 16
Das Wohn- und Wirtschaftsgebäude Nienburger Straße 16 in Bassum-Neubruchhausen, 8 km östlich vom Kernort Bassum entfernt, ist ein im 19. Jahrhundert gebautes Wohn- und Wirtschaftsgebäude.
Das Gebäude ist ein Baudenkmal in Bassum.

## Geschichte
Das giebelständige verklinkerte Gebäude ist ein Hallenhaus in massiver Bauweise mit Krüppelwalmdach, mittigem giebelteilenden Gesims, rundbogigen Fenstern im Erdgeschoss (im Obergeschoss in Form und Lage verändert) segmentbogigen Türen und Tor und Inschrift über der segmentbogigen Grooten Door als Tafel im Giebeldreieck.
Das Gebäude steht in einer Gruppe von Massivgebäuden und Fachwerkhäusern und kennzeichnet den Umbruch in der örtlichen Bauweise der Bauernhäuser.